# Tetrafluorboraat

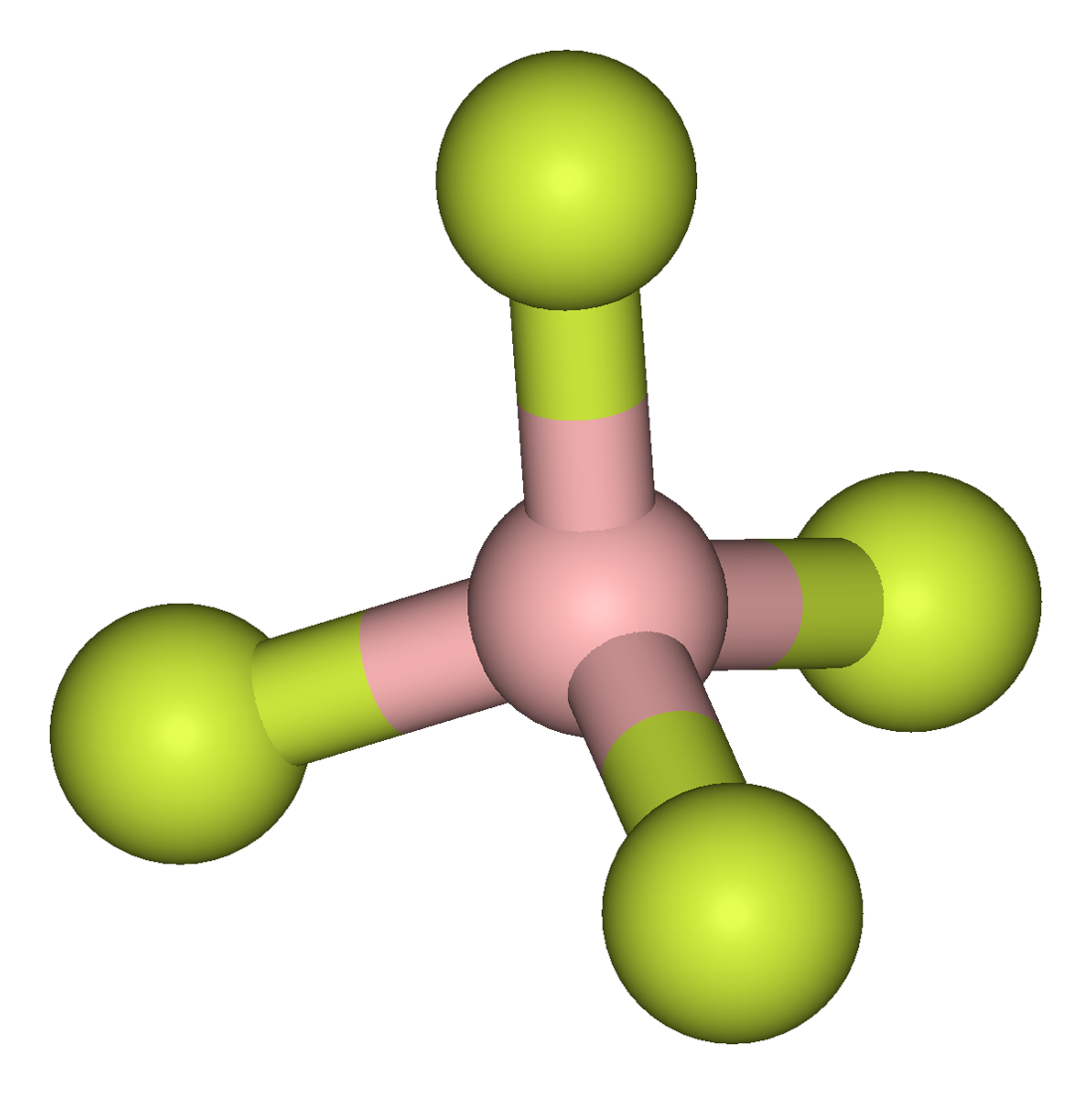
Structuur van het tetrafluorboraat anion, BF_{4}^{−}

Tetrafluorboraat, ook vaak verkort tot fluorboraat, is het anion BF4−.  Dit tetraëdrische ion is iso-elektronisch met CF4 en het tetrafluorammonium-ion NF4+.  Als iso-elektronisch wordt beperkt tot de valentie-elektronen (en de elektronen in de binnenste schillen buiten beschouwing worden gelaten) vallen hier ook stabiele deeltjes als perchloraat, ClO4− onder.  Het ion ontstaat tijdens de reactie van fluoride-zouten met het lewiszuur BF3, tijdens de reactie van tetrafluorboorzuur met base, of door boorzuur te behandelen met waterstoffluoride.  De reactie wordt of zonder oplosmiddel uitgevoerd, of in niet-waterige oplosmiddelen als HF, BrF3 of SO2.

## Anion in de anorganische en organische chemie
Tetrafluorboraat valt onder de zwak coördinerende anionen.
De populariteit van BF4− heeft geleid tot een verminderd gebruik van ClO4−, een vroeger populair zwak coördinerend anion, in het laboratorium.  In organische verbindingen, met name amines, geeft ClO4− aanleiding tot explosieve derivaten.  Een nadeel van BF4− is dat het langzaam hydrolyseert, iets waar ClO4− geen last van heeft.  Veiligheidsoverwegingen geven hier echter de doorslag in het voordeel van BF4−.
De bruikbaarheid van BF4− in de organische chemie vindt zijn oorsprong in de grotere oplosbaarheid van zijn zouten ten opzichte van nitraten en halogenides.  Daarnaast is BF4− minder nucleofiel en basisch dan nitraat of de halogenides.  In reacties van zouten van BF4− kan doorgaans uitgegaan worden van het kation als reactief deeltje naast een inert anion.
De inertheid van BF4− is op twee punten gebaseerd:
1. de symmetrie van het ion zorgt ervoor dat de lading gelijkelijk over een aantal (vier) atomen verdeeld is.
2. de negatieve lading bevindt zich op de zeer elektronegatieve fluoratomen,  wat de basesterkte van het anion verlaagt.

In zijn reacties is BF4− vergelijkbaar met hexafluorfosfaat, PF6−, dat bovendien minder gevoelig is voor hydrolyse en doorgaans zouten geeft die zelfs beter oplossen in organische oplosmiddelen.
Een voorbeeld van een fluorboraat is [Ni(CH3CH2OH)6](BF4)2, een kinetisch labiele, octaëdrisch complex dat gebruikt wordt als bron van Ni2+.
Met zeer reactieve kationen, zoals deze van Ti, Zr, Hf of Si kan niet meer van een inert anion uitgegaan worden: deze ionen onttrekken fluoride aan BF4−.  In die gevallen is BF4− geen tribune-ion.
De fluorboraten van overgangs- en zware metalen worden op dezelfde wijze verkregen als andere fluorboraten: geschikte metaalzouten worden toegevoegd aan een mengsel van boorzuur en waterstoffluoride.  De fluorboraten van tin, lood, koper en nikkel worden verkregen door elektrolyse van de metalen in een oplossing met HBF4.

## Voorbeelden van zouten
KBF4 wordt verkregen door kaliumcarbonaat te behandelen met boorzuur en waterstoffluoride.
{\displaystyle {\ce {{B(OH)3}+ 4 HF -> {HBF4}+ 3 H2O}}}
{\displaystyle {\ce {{2 HBF4}+ K2CO3 -> {2 KBF4}+ H2CO3}}}
De fluorboraten van de alkalimetalen en ammoniumionen kristalliseren als water-oplosbare hydraten met uitzondering van K, Rb en Cs. 
Fluoroboraatzouten worden vaak gebruikt in combinatie met zeer reactieve verbindingen:
- Diazonium-zouten van het type ArN2+ worden vaak als hun tetraboraat geïsoleerd.  (Ar = aryl group).
- De sterkst alkylerende reagentia, Meerweinzouten als OEt3+ worden slechts als hun BF4−-zout geïsoleerd.
- [NO+]BF4− is een bekende één-elektron-oxidator.
- [NO2+]BF4− wordt toegepast als nitrerend reagens.
- Ferrocenium-zouten, [Fe(C5H5)2]+ worden doorgaans toegepast als hun tetrafluorboraat.
- Imidazolium- en formamidinium-zouten vormen ionogene vloeistoffen en de uitgangsstoffen voor stabiele carbenen.
- Een cyclisch elektrochemisch proces, waarbij Fe(BF4)2 en Fe(BF4)3 betrokken zijn, wordt gebruikt als vervanging van het thermische proces in de zuivering van Lood(II)sulfideertsen.